# Мише, Йеролим
Йеролим Мише (хорв. Jerolim Miše, род. 25 сентября 1890 г. Сплит — ум. 14 сентября 1970 г. Сплит) — хорватский художник, педагог и художественный критик, оказавший большое влияние на развитие хорватской живописи XX столетия.

## Жизнь и творчество
Родился в Далмации, в Австро-Венгрии. Учиться живописи начал ещё в юношеские годы в родном Сплите, затем — в Академии изящных искусств Загреба (1910—1911). В 1911 году он уезжает для продолжения своего художественного образования в Италию, в 1911—1913 годах учится в Риме, в 1913—1914 — в Академии искусств Флоренции. Во время своего пребывания в Италии (1911—1914) Йеролим Мише пишет ряд авторитетных статей для газет и журналов о современной итальянской живописи. С началом Первой мировой войны художник возвращается в Сплит, где в 1914 году проходит его первая персональная выставка, с 1917 его работы периодически выставляются на загребских Весенних салонах. С 1917 года и по 1937 Йеролим Мише преподаёт в школах Крапины, Славонски-Брода и Загреба.
В 1921—1927 годах Йеролим Мише входит в состав «Группы независимых художников» (Grupa nezavisnih umjetnika), с 1928 — в «Группу четырёх» (Grupa četvorice — Мише, Любо Бабич, Владимир Бецич, Максимильян Ванка), с 1929 года — в «Группу трёх» (те же, без М.Ванки). В 1919 году картины Й.Мише выставлялись на групповых экспозициях в Париже, в 1930 — в Лондоне.
В 1922 году художник совершает учебную поездку по Германии, он посещает Мюнхен, Дрезден и Берлин, где знакомится с работами старых мастеров и импрессионистов (Сезанна, Ренуара, оказавших влияние на последующее творчество Й.Муше). В 1925 и 1929 годах он приезжает в Париж, где окончательно складывается индивидуальный стиль живописца. В 1928 году Й.Мише живёт в городе Супетар, на острове Брач, у адриатического побережья Югославии. Здесь он много рисует, в первую очередь городские пейзажи этого старинного городка. В 1937—1941 годах Й.Мише преподаёт в Академии художеств Белграда, с 1943 и до своего ухода на пенсию в 1961 году — в Академии искусств Загреба. В 1955 году в Загребской галерее современного искусства прошла большая ретроспектива произведений Й.Мише.
Во время своей учёбы в Италии Й.Мише интересуется авангардистским искусством, в то же время он не принимает установки итальянского футуризма и кубизма. Й.Мише также избежал влияния искусства модерн и символизма, ранние работы Й.Мише были посвящены достаточно простым сюжетам — преимущественно это портреты. Позднее он пишет также пейзажи, в своих поздних произведениях отражаются самые различные темы — портреты, пейзажи, натюрморты, жанровые сценки, изображения животных. Городские пейзажи, созданные им на острове Брач в 1928 году, написаны в присущем французским импрессионистам стиле (Сезанн, Ренуар).
В 1968 году Й.Мише был награждён престижной хорватской премией в области культуры — премией Владимира Назора.

## Галерея
- Избранные полотна Й.Мише в галерее Адрис
- Два полотна кисти Й.Мише